# Australimyza macquariensis
Australimyza macquariensis är en tvåvingeart som beskrevs av Womersley 1937. Australimyza macquariensis ingår i släktet Australimyza och familjen Australimyzidae. Inga underarter finns listade i Catalogue of Life.